# شهيدة الحب الإلهي (فلم)
شهيدة الحب الإلهي  هو فيلم مصري. كان إسماعيل صيادًا فقيرًا في البصرة، يرزقه الله بابنة أسماها رابعة ، تحت وطأة الأزمات الاقتصادية، ضاقت الحياة بأهل البلدة ، فباع الآباء أولادهم ، لكى يقدروا على العيش . تقع رابعة فريسة في يد التاجر الذي اختطفها وأجبرها منذ نعومة أظافرها على الغناء والرقص، وعندما أشتد عودها سُخرت في حياة اللهو والمجون . واستمرت حياتها هكذا ، إلى أن جاء اليوم الذي اكتفت فيه بالغناء فحسب . صارت تهديدات عمار هباء، وهباء ضاع كل ما لقنه لها عذاب ، فكل ذلك لم يحول دون صمودها وعزيمتها ، يظهر ربيع بن زياد من بين صفوف المعجبين ، برابعة ، ويحاول بطرق عدة أن يستحوذ على قلبها لكنه يفشل ، جمعت الأيام بين رابعة والشيخ رباح فأصبحت رابعة أكثر اقترابًا من الله وأكثر إصرارًا على ترك متاع الدنيا الزائل كانت تهرب من حين لآخر من منزل الأمير الذي اشتراها ؛ تذهب للاستماع لأقوال الشيخ عن حياة النسك والعبادة ، تلاقى رابعة الكثير من ألوان العذاب على يد الأمير ، ولكن كل ذلك لم يثنها عن التسبيح بذكر الله، ينتهى الأمر بالأمير أن يطلق سراحها فتعيش في الصحراء وتدفق على تعاليمها التائبون والباحثون عن الهدى ، حتى الأمير نفسه جاءها يومًا طالبًا أن تقبله زوجًا ، لكنها كانت قد اختارت طريق الله . وعندما انطلقت إلى رحاب الله جاء الأمير في لباس النسك ووقف أمام قبرها مكفرًا عن الذنوب التي اقترفها.

## تمثيل
- عايدة هلال بدور رابعة العدوية
- رشدي أباظة
- حسين رياض
- توفيق الدقن
- نجوى فؤاد
- كريمان
- بوسي
- محمد الطوخى
- هدى شمس الدين

تصوير
- كمال كريم

### مونتاج
- علوى فايد
- مونتير

### تأليف
- عباس كامل

### سيناريو وحوار
- إبراهيم الإبيارى

### قصة وسيناريو وحوار
إخراج
- عباس كامل

مخرج
- إسماعيل حسن

مخرج مساعد
ماكياج
سيد عوض
ماكيير
محمود سماحة
ماكيير
إنتاج:
أفلام الخليج العربي
الإنتاج والتوزيع
على الجابرى
مدير الإنتاج
المتحدة للسينما (صبحي فرحات)
الإنتاج والتوزيع
ديكور:
ستوديو نحاس
استوديو التصوير
نجيب خورى
إكسسوار
حبيب خورى
مهندس المناظر
صوت:
كريكور
مهندس الصوت
معمل:
معمل أفلام القاهرة
الطبع والتحميض